# Lockheed L-10 Electra

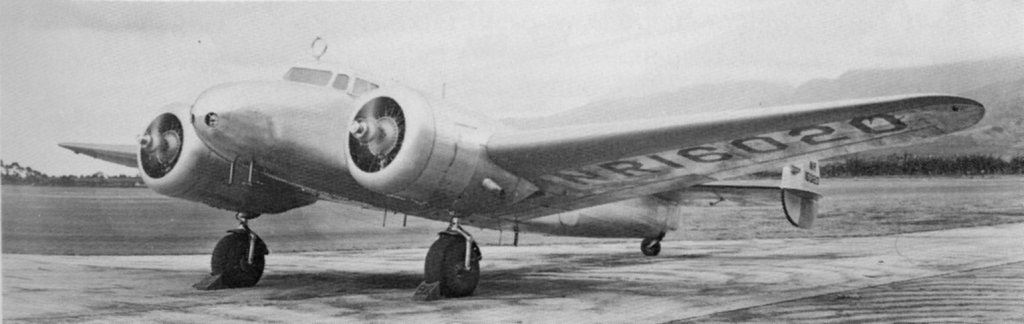
Lockheed L-10 Electra van Amelia Earhart

De Lockheed L-10 Electra is een geheel metalen tweemotorig vliegtuig van de Amerikaanse fabrikant Lockheed gebouwd in de jaren 30 van de twintigste eeuw. De eerste vlucht was op 23 februari 1934.

## Ontwerp en historie
De L-10 Electra was van de hand van ontwerper Don Palmer. De L-10 was ontworpen voor 10 passagiers en was het eerste geheel metalen toestel van Lockheed. Het vliegtuig werd voortgedreven door twee negencilinder stermotoren van ieder 440pk. In totaal bouwde Lockheed 149 Electra's.
De Electra werd bekend doordat de beroemde vrouwelijke piloot Amelia Earhart tijdens een vliegtocht rond de wereld in 1937 met een L-10 verdween boven de Stille Oceaan. 
Vele civiele L-10 toestellen hebben dienst gedaan in de Tweede Wereldoorlog onder de militaire typenaam C-36. Hoewel de Electra aan het einde van de oorlog verouderd was hebben een aantal toestellen nog tot in de jaren 1970 doorgevlogen als kleine chartertoestellen.

## Varianten
- Electra 10-A – met 2 x Pratt & Whitney R-985 Wasp Junior SB, 450 pk.
- Electra 10-B – met 2 x Wright R-975-E3 Whirlwind, 440 pk.
- Electra 10-C – met 2 x Pratt & Whitney R-1340 Wasp SC1, 450 pk.
- Electra 10-D – Militair transport tekentafelversie; nul gebouwd.
- Electra 10-E – met 2 x Pratt & Whitney R-1340 Wasp S3H1, 600 pk.
- XC35 – Experimentele versie met drukcabine.

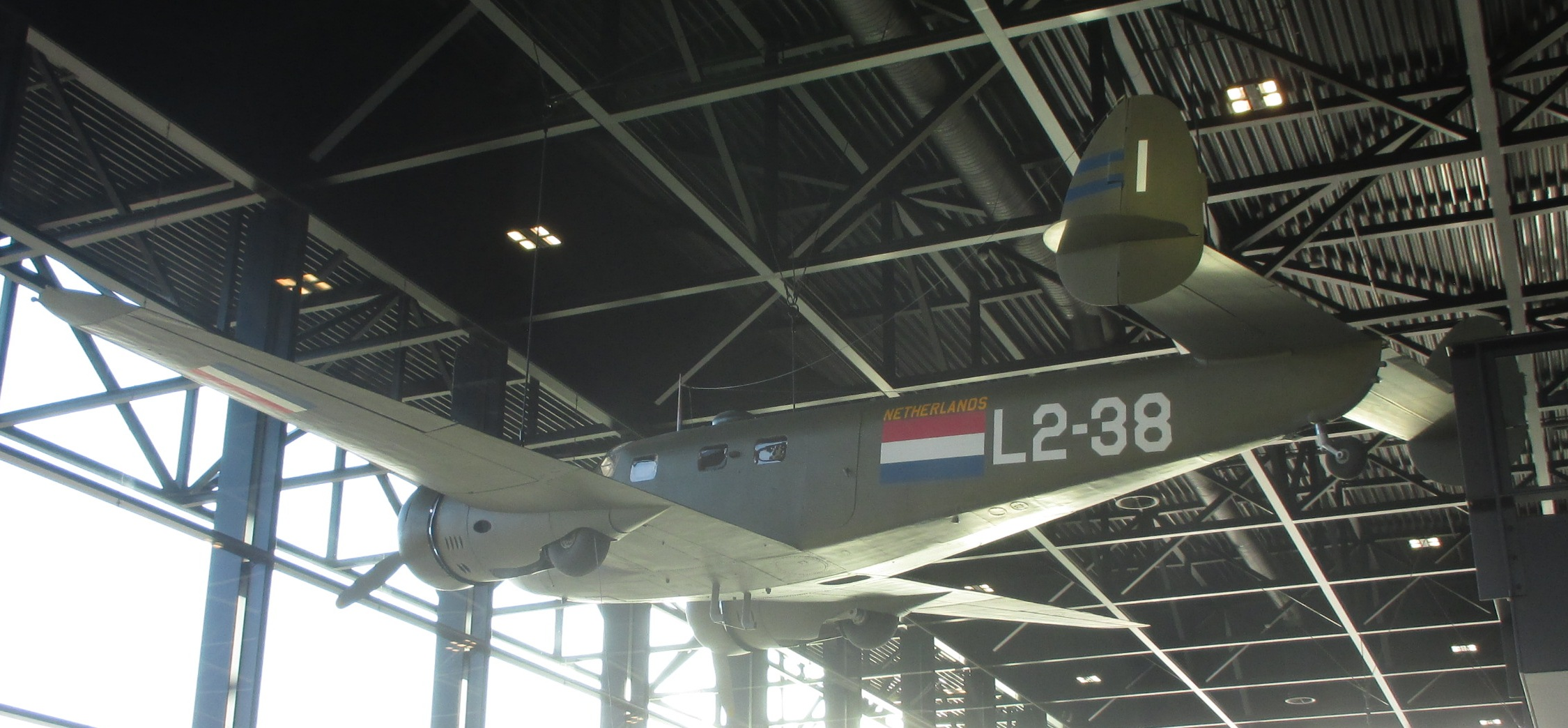
Lockeed12A Electra - Nationaal Militair Museum, Soesterberg (NL)

- Electra 12-A - Iets kleinere versie voor 6 passagiers. Zelfde motoren als Model 10-A. Spanwijdte: 15 m, Lengte: 11 m. 24 km/u sneller dan de model 10. Dit vliegtuig heeft dienstgedaan in het ML-KNIL.